# Szkoła Podstawowa nr 2 w Kole
Szkoła Podstawowa nr 2 im. Adama Mickiewicza w Kole (właśc. Szkoła Podstawowa nr 2 im. Adama Mickiewicza w Kole z Oddziałami Przedszkolnymi i Sportowymi) – ośmioletnia, publiczna szkoła podstawowa w Kole.
Jest jedną z najstarszych szkół w mieście, istnieje od 1914. W przeszłości funkcjonowała również w połączeniu z gimnazjum jako Zespół Szkół nr 1 w Kole.

## Historia szkoły

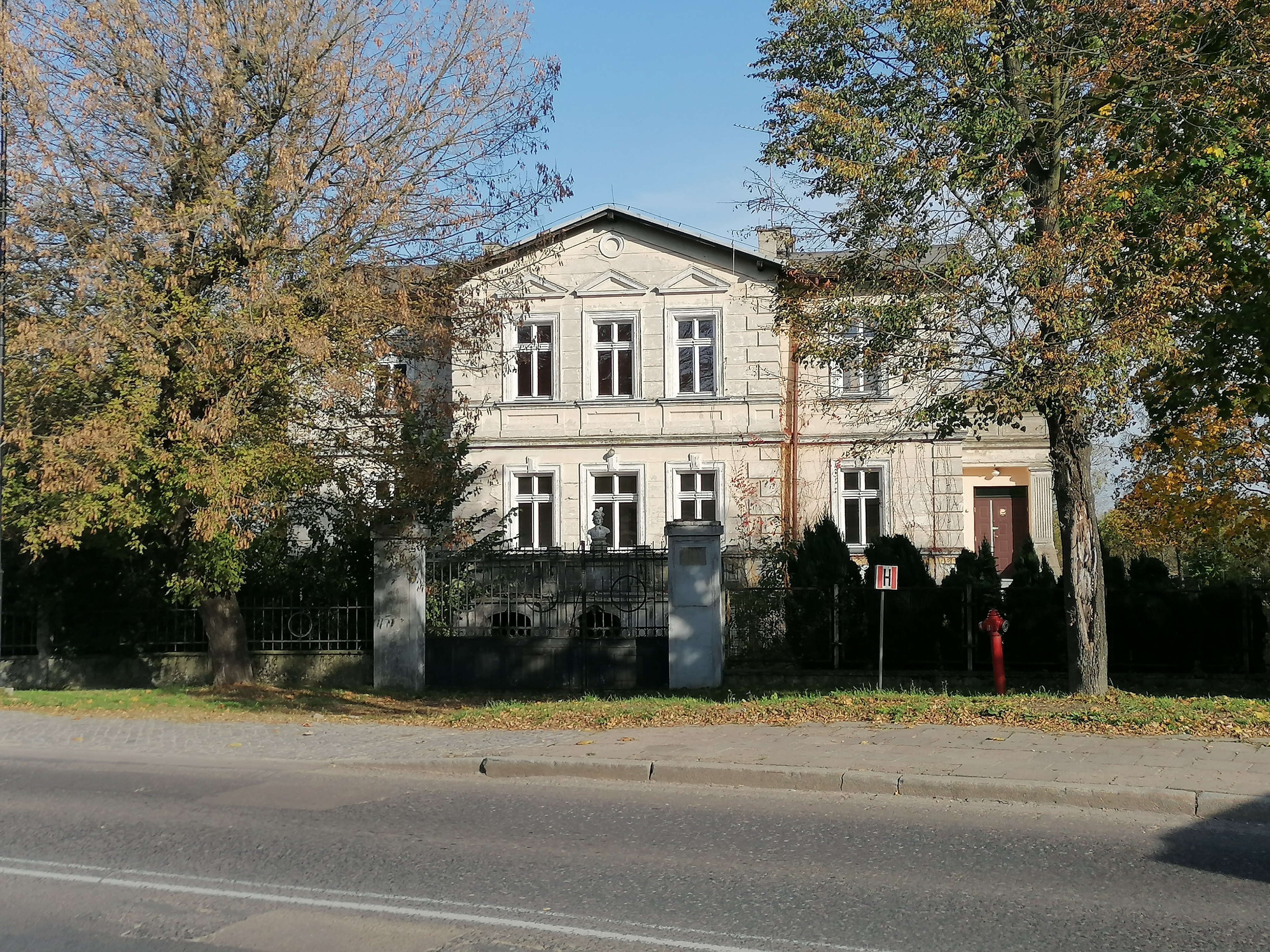
Siedziba szkoły w latach 1955–1961

- 1914 – utworzenie w Kole dwuklasowej szkoły pod kierownictwem Olgi Dubkowej.
- 1939–1955 – szkoła nie funkcjonuje.
- 1955 – ponowne otwarcie szkoły w Sejmiku.
- 1961 – w nowo wybudowanym budynku przy ul. Józefa Poniatowskiego[2] otworzono Szkołę Podstawową nr 4 w im. Adama Mickiewicza. Pierwszym kierownikiem został Mieczysław Olasiński, a przewodniczącym Komitetu Rodzicielskiego Stanisław Wilk[3].
- 1963 – połączenie Szkoły Podstawowej nr 2 i nr 4 w Kole[3]
- 1968 – otwarcie przy szkole boiska sportowego pokrytego płytą asfaltową[4]
- 1988 – otwarcie drugiego skrzydła w budynku szkolnym[4]

- 1999–2001 – utworzenie Gimnazjum nr 3 w Kole, połączenie placówek jako Zespół Szkół nr 1 w Kole[5]. W 2001 roku Zespół Szkół został zlikwidowany i od tego czasu obydwie placówki funkcjonowały osobno[5].
- 2006 – nadanie Gimnazjum nr 3 imienia Jana Pawła II[6]
- 2011 – ponowne utworzenie Zespołu Szkół nr 1 w Kole[7]
- 2016 – wizyta metropolity lwowskiego Mieczysława Mokrzyckiego oraz biskupa Stanisława Gębickiego, odsłonięcie obelisku poświęconego Janowi Pawłowi II[8]
- 2016 – wizyta minister cyfryzacji Anny Streżyńskiej oraz wiceministra edukacji Macieja Kopcia[9][10]
- 2017 – likwidacja gimnazjum, powrót szkoły do postaci 8-letniej szkoły podstawowej

## Dyrektorzy
Dyrektorzy szkoły:
- Mieczysław Olasiński (1961–1972)
- Alina Olejnik (1972–1973)
- Helena Szewczyk (1973–1974)
- Wiesław Karaszewski (1974–1990)
- Andrzej Korzeniowski (1990–1998, 1999–2011)
- Lech Brzeziński (1998–1999, 2011–2018)
- p.o. Michał Perzyński (2018–2019)
- Waldemar Pietrzak (od 2019)

## Pracownicy szkoły
- Henryk Perzyński
- Władysław Ziemacki

## Absolwenci
- Ryszard Lenartowicz